# Fabian Römer (Rapper)

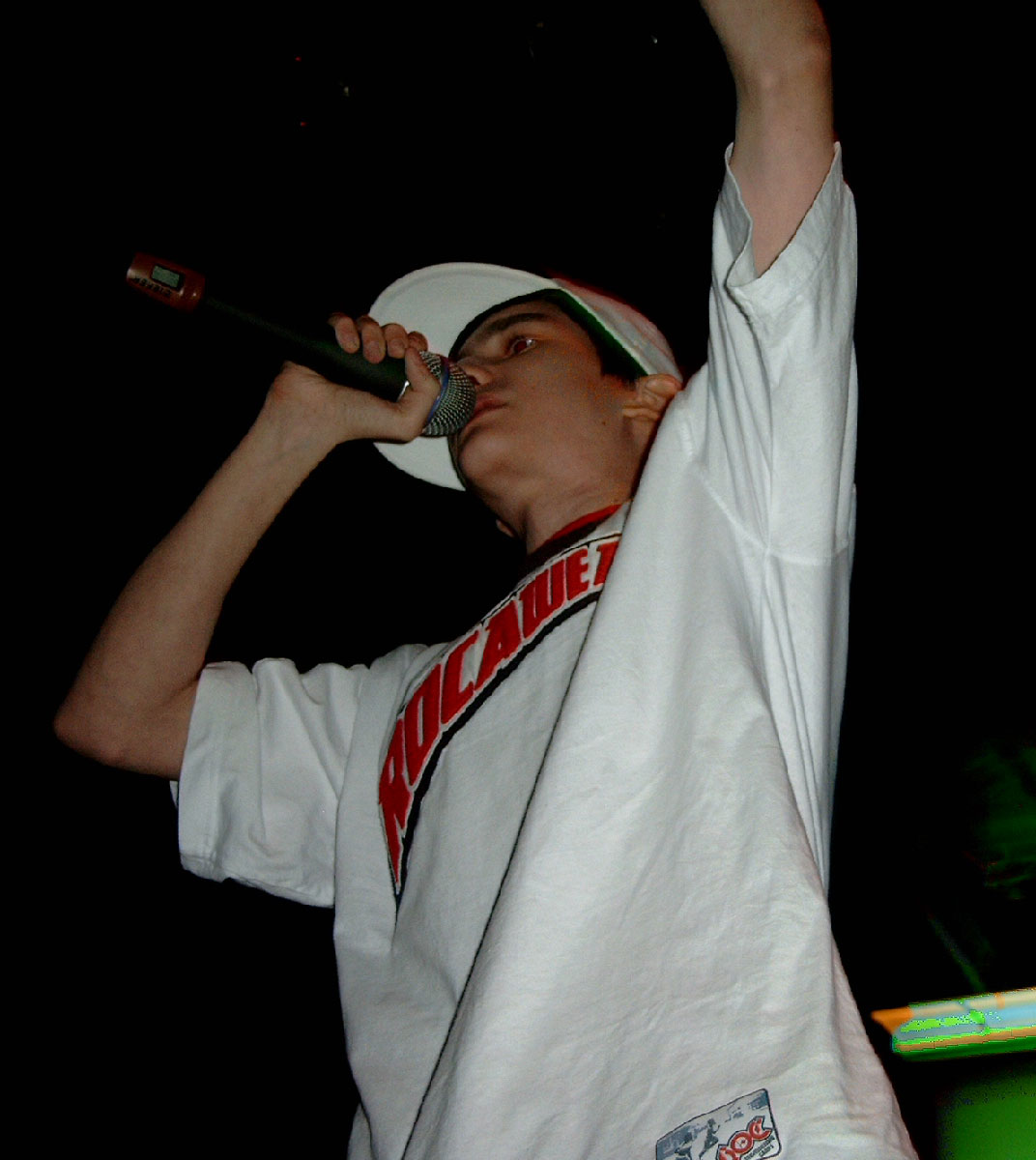
Fabian Römer (2005)

Fabian Römer (* 19. Januar 1990 in Braunschweig), bis 2015 unter dem Künstlernamen F.R. aktiv, ist ein deutscher Rapper und Songwriter.

## Biografie
Römer war eine Zeit lang bei der Onlineplattform Reimliga Battle Arena aktiv, auf der verschiedene Rapper in „Battles“ gegeneinander antreten. Innerhalb der Jahre 2002 und 2003 gewann Römer 17 von 17 Battles nach Jury-Entscheid.
Durch verschiedene Auftritte, wie beispielsweise beim Flava Jam im Braunschweiger Jugendhaus, lernte er den Produzenten Champagner sowie DJ Cut Concept & Onkel Zwieback kennen, mit denen er gemeinsam an seinem ersten Album Das Mundwerk arbeitete. Das Album wurde 2004 über das Plattenlabel Rec.On Entertainment veröffentlicht und beinhaltet unter anderem den experimentellen Titel Wetten, dass, auf dem auch Zwieback vertreten ist. Das Stück enthält 84 Reime auf das Wort Kanarienvogel. Das Nachfolgealbum Der Mittelweg erschien am 16. Juni 2006. Römer schließt hier an seinen Titel Wetten, dass vom ersten Album an, indem er für den Titel Relativitätstheorie 35 Reime auf dieses Wort findet. Über das Album Der Mittelweg sagte er 2015 in einem Interview, es sei „das einzige Album“ von ihm, das ihm nicht mehr gefalle. Es sei sein „pubertärstes Album“ und „am unreflektiertesten“.
Das 2007 erschienene kostenlose Mixtape Exclusives enthält alle Titel, die Römer zwischen 2004 und 2007 auf verschiedenen Onlineplattformen zur freien Verfügung stellte. Er veröffentlichte danach mit Wenn mein Album kommt, Nenne mir einen und F zum ABC noch drei weitere kostenlose Titel über das Internet.
2007 trennte sich Römer vom Label Rec.On Entertainment und wechselte für das dritte Album und weitere anstehende Veröffentlichungen zu DEAG Music, das im Vertrieb durch Warner Music vertreten wird. Am 13. Juni 2008 wurde das dritte Album Vorsicht, Stufe! veröffentlicht. 2009 machte er Abitur auf dem Gymnasium Kleine Burg in Braunschweig.
Sein am 14. Mai 2010 veröffentlichtes Album Wer bist du? erreichte Platz 49 der deutschen Albumcharts.
Am 2. September 2011 erschien sein Album Ganz normaler Wahnsinn, das auf Position 9 in die deutschen Charts einstieg. Römer lebte während der Aufnahmen zu dem Album mit Tim Bendzko in einer WG, nachdem dieser seinen Job gekündigt hatte, um sich voll auf Musik zu konzentrieren.
Am 2. Oktober 2012 feierte Römer sein 10-jähriges Bühnenjubiläum im Stuttgarter Club LKA Longhorn. Das Konzert – sein bisher größtes Solo-Konzert – wurde komplett auf YouTube veröffentlicht.

### Kalenderblätter
Am 16. Juni 2014 gab das Label Jive Germany bekannt, dass Römer sein kommendes Album bei ihnen veröffentlichen wird. Das Ende Mai 2015 erschienene Album Kalenderblätter ist das erste seiner Karriere, das der Rapper unter seinem bürgerlichen Namen Fabian Römer veröffentlichte. In einem Interview bekannte er, den Namen F.R., den er als Nickname für die Reimliga Battle Arena wählte, immer gehasst zu haben. Vor dem Erscheinen des Albums Kalenderblätter wurden Musikvideos zu Zimmer ohne Zeit, Nachtluft, Kalenderblätter, Blauwalherz, Kein Mensch mehr und Das Beste kommt noch veröffentlicht. In sämtlichen Videos tritt Römer selbst nicht auf. Die Videos zu Zimmer ohne Zeit, Kalenderblätter und Kein Mensch mehr wurden als Trilogie im Stile der Kinetic typography gedreht. Im Lied Zimmer ohne Zeit verarbeitete Römer eine Kindheitsfantasie. Der einzige Gastbeitrag auf dem Album Kalenderblätter stammt von MoTrip. Bei einigen Liedern wirkte Elif Demirezer, die er bei der Support-Tour von Tim Bendzko kennenlernte, als Background-Sängerin mit. Als Inspirationsquellen für das Album nennt er sowohl US-Rapper wie J. Cole oder Drake als auch deutsche Singer-Songwriter wie Bosse und Maxim. Das Album wurde produziert von den Beatgees und stieg auf Platz 9 der deutschen Albumcharts ein.

### L_BENSLAUF
Über vier Jahre nach Kalenderblätter veröffentlichte Römer am 9. August 2019 das Nachfolge-Album L_BENSLAUF. Es beinhaltet den vorab erschienenen, gleichnamigen Titeltrack sowie die Single Was du nicht sagst. Das Album beinhaltet Features von Namika, toksi, KAIND und Valentine. Konträr zu seinem Vorgänger-Album, tritt Römer in allen zugehörigen Videos des Albums selbst in Erscheinung. Im Oktober 2019 ging er mit L_BENSLAUF auf Deutschlandtournee, begleitet von der Sängerin Céline.
Nach Veröffentlichung der Singles Self Reminder und Wie groß? wurde Fabian Römer 2023 für den Deutschen Musikautor*innenpreis in der Kategorie „Text Hip-Hop“ nominiert.

## Songwriting für andere Künstler
Seit etwa 2014 tritt Römer auch verstärkt als Autor und Komponist für andere deutsche Künstler in Erscheinung. Zu seinen ersten diesbezüglichen Aktivitäten gehörten Autorenbeteiligungen beim Großteil des Albums Nador von Namika. Beim Folgealbum Que Walou (2018) ist er an 9 Titeln beteiligt.
Einige Lieder, bei denen er Mitautor war, wurden erfolgreiche Singles, insbesondere der Nummer-eins-Hit Lieblingsmensch (2015) von Namika mit über 800.000 verkauften Einheiten sowie der Song Kreise (2017) von Johannes Oerding, dessen gleichnamiges Album mit Gold prämiert wurde.
Römer schrieb an der Single-Auskopplung Todas (2017) des deutschen Rappers Cro mit, welches den Sänger Wyclef Jean als Featuregast beinhaltet.
Beim 2017 erschienenen Nummer-eins-Album Helene Fischer der gleichnamigen Interpretin ist Römer an einigen Titeln als Autor beteiligt. Das Album verkaufte sich über 1.000.000 Mal und wurde mit Fünffach-Platin ausgezeichnet. Bei Fischers Folgealbum Rausch (2021) schrieb Römer an den Titeln Bis du wieder scheinst, Zuhaus und Wann wachen wir auf mit.
Nachdem Römer 2019 von der Rapperin Céline bei seiner L_BENSLAUF Tour begleitet wurde, trat er 2020 als Mitautor ihres Songs Was machst du da? in Erscheinung.
Beim 2022 erschienenen Debütalbum des Sängers Schmyt wirkte Römer beim Titel Höhenangst mit. Das Album stieg auf Platz 6 der deutschen Albumcharts ein.
Fabian Römer wurde 2023 für den Deutschen Musikautor*innenpreis in der Kategorie „Text Hip-Hop“ nominiert.

## Diskografie

### Alben
- 2004: Das Mundwerk
- 2006: Mittelweg
- 2008: Vorsicht, Stufe!
- 2010: Wer bist du?
- 2011: Ganz normaler Wahnsinn
- 2015: Kalenderblätter
- 2019: L_benslauf

### EPs
- 2011: Einfach mal… machen!
- 2015: Nur Für uns

### Singles
- 2008: Rap braucht Abitur
- 2008: Stillstand (E-Single)
- 2008: Flucht zu dir (E-Single)
- 2010: Sekunde 1 (E-Single)
- 2011: Sonne schneit (E-Single)
- 2015: Zimmer ohne Zeit
- 2015: Nachtluft
- 2015: Kalenderblätter
- 2015: Blauwalherz
- 2019: L_benslauf
- 2019: Was du nicht sagst (feat. toksi)
- 2021: Tag 1
- 2022: Self Reminder
- 2022: Wie groß?

### Juice Exclusives
- 2005: Erinnerung (Juice-CD #49)
- 2006: Der Mittelweg kommt (Juice-CD #64)
- 2008: No Risk no Fun (Juice-CD #80)
- 2008: F zum ABC (Juice-CD #84)
- 2008: Ciao (Juice-CD #91)

### Freetracks
- 2003: Christmaspimp
- 2004: Komm doch
- 2004: Medizin
- 2004: Mein Album
- 2004: Springfield
- 2004: In doppelter Zeit (feat. Phreaky Flave)
- 2005: Die Zukunft (feat. Abdel & Oso)
- 2005: Braunschweig
- 2005: Jamz Rapublik
- 2005: So ist das Leben
- 2005: Till I Collapse
- 2005: Welcome
- 2006: Sport
- 2006: Alleingang
- 2006: Dieser Cut Concept
- 2006: Endlich soweit
- 2006: F.R. 2006
- 2006: Flying away
- 2006: Kleb die Sticker auf
- 2006: Nix zu verlieren
- 2006: Prima Ballerina
- 2006: Spiegelkabinett
- 2006: The King (feat. Pal One)
- 2007: Beatgees Exclusive
- 2007: Braunschweig Love
- 2007: Statement
- 2007: Sparta des Nordens (feat. Damion & Zoit)
- 2008: Gesucht und gefunden (Exclusive nur für das Support Streetteam)
- 2008: Stop Crying Your Heart Out
- 2008: Exclusive gegen Raubkopieren
- 2008: 1990 (feat. Rampa)

### Videoalben
- 2009: The Trueman Show (CD+DVD, Box-Set)

### Autorenbeteiligungen in den Charts
| Jahr | Titel Interpretation        | Höchstplatzierung, Gesamtwochen, AuszeichnungChartplatzierungen (Jahr, Titel, Interpretation, Platzierungen, Wochen, Auszeichnungen, Anmerkungen) | Höchstplatzierung, Gesamtwochen, AuszeichnungChartplatzierungen (Jahr, Titel, Interpretation, Platzierungen, Wochen, Auszeichnungen, Anmerkungen) | Höchstplatzierung, Gesamtwochen, AuszeichnungChartplatzierungen (Jahr, Titel, Interpretation, Platzierungen, Wochen, Auszeichnungen, Anmerkungen) | Anmerkungen                                              |
| Jahr | Titel Interpretation        | DE | AT | CH | Anmerkungen                                              |
| --- | --------------------------- | --- | --- | --- | -------------------------------------------------------- |
| 2015 | Lieblingsmensch Namika      | DE1 ×2Doppelplatin · (43 Wo.)DE | AT2 Gold · (32 Wo.)AT | CH14 Gold · (30 Wo.)CH | Erstveröffentlichung: 7. August 2015 Verkäufe: + 830.000 |
| 2015 | Hellwach Namika             | DE62 (1 Wo.)DE | — | — | Erstveröffentlichung: 28. August 2015                    |
| 2016 | Kompliziert Namika          | DE60 (9 Wo.)DE | — | — | Erstveröffentlichung: 5. Februar 2016                    |
| 2016 | Lieblingslied Die Lochis    | DE51 (1 Wo.)DE | AT38 (1 Wo.)AT | — | Erstveröffentlichung: 25. Juni 2016                      |
| 2017 | Kreise Johannes Oerding     | DE91 (1 Wo.)DE | AT42 (11 Wo.)AT | — | Erstveröffentlichung: 23. März 2017                      |
| Folgende Lieder erschienen nicht als Single, wurden aber durch das Album zum Download und Streaming bereitgestellt und konnten somit eine Platzierung erlangen: |                             | | | |                                                          |
| |                             | | | |                                                          |
| 2017 | Todas Cro feat. Wyclef Jean | DE65 (1 Wo.)DE | AT55 (1 Wo.)AT | — | Charteinstieg: 15. September 2017                        |

Weitere Autorenbeteiligungen
- 2022: Alex Lys feat. Madeline Juno – Solange wir fahren

## Auszeichnungen für Musikverkäufe
Anmerkung: Auszeichnungen in Ländern aus den Charttabellen bzw. Chartboxen sind in ebendiesen zu finden.
| Land/RegionAuszeichnungen für Musikverkäufe (Land/Region, Auszeichnungen, Verkäufe, Quellen) | Gold     | Platin     | Verkäufe | Quellen           |
| -------------------------------------------------------------------------------------------- | -------- | ---------- | -------- | ----------------- |
| Deutschland (BVMI)                                                                           | Gold1    | 2× Platin2 | 800.000  | musikindustrie.de |
| Österreich (IFPI)                                                                            | Gold1    | —          | 15.000   | ifpi.at           |
| Schweiz (IFPI)                                                                               | Gold1    | —          | 15.000   | hitparade.ch      |
| Insgesamt                                                                                    | 3× Gold3 | 2× Platin2 |          |                   |